# NGC 2998
NGC 2998 é uma galáxia espiral barrada (SBc) localizada na direcção da constelação de Ursa Major. Possui uma declinação de +44° 04' 54" e uma ascensão recta de 9 horas, 48 minutos e 43,6 segundos.
A galáxia NGC 2998 foi descoberta em 15 de Janeiro de 1788 por William Herschel.